# Pizza box (disseny)

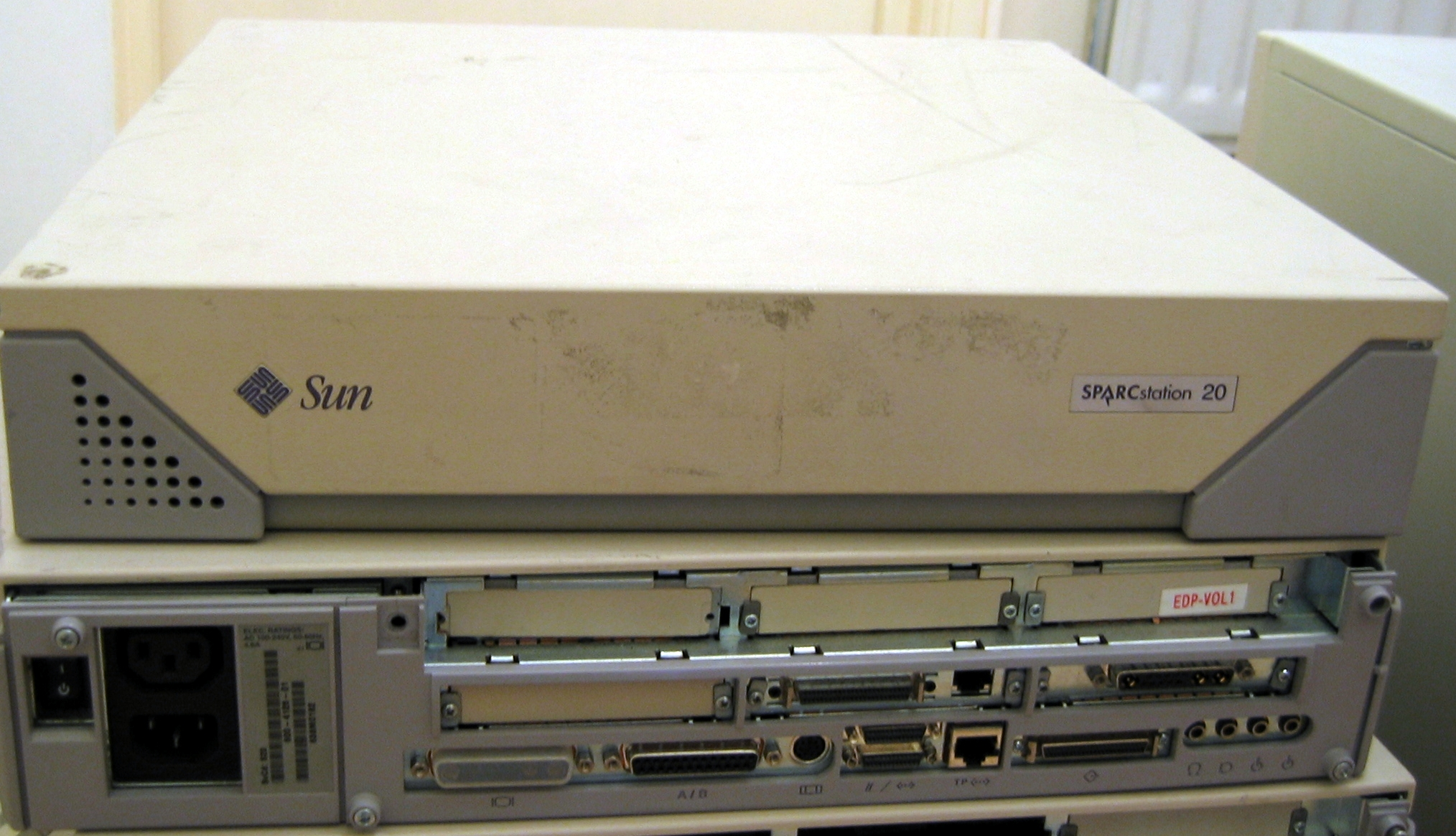
Dues estacions de treball SPARCstation 20 apilades per mostrar els costats frontal i posterior, un típic cas de "pizza box"

En informàtica, el "pizza box" és un factor de forma dins l'estil de disseny de caixes per a ordinadors d'escriptori o commutadors de xarxa. Les "pizza box" solen ser amples i planes, normalment 1.5 a 4 polzades o 4 a 10 centimetres d'alçada, s'assembla a les caixes de lliurament de pizza i, per tant, el nom. Això contrasta amb un sistema de torres, l'alçada de la caixa del qual és molt més gran que l'amplada i té un aspecte "drec". En l'ús modern, el terme "pizza box" es reserva normalment per a estoigs molt plans amb una alçada no superior a 2 polzades (51 mm), mentre que els de més de 2 polzades s'anomenen Desktop .

## Configuració

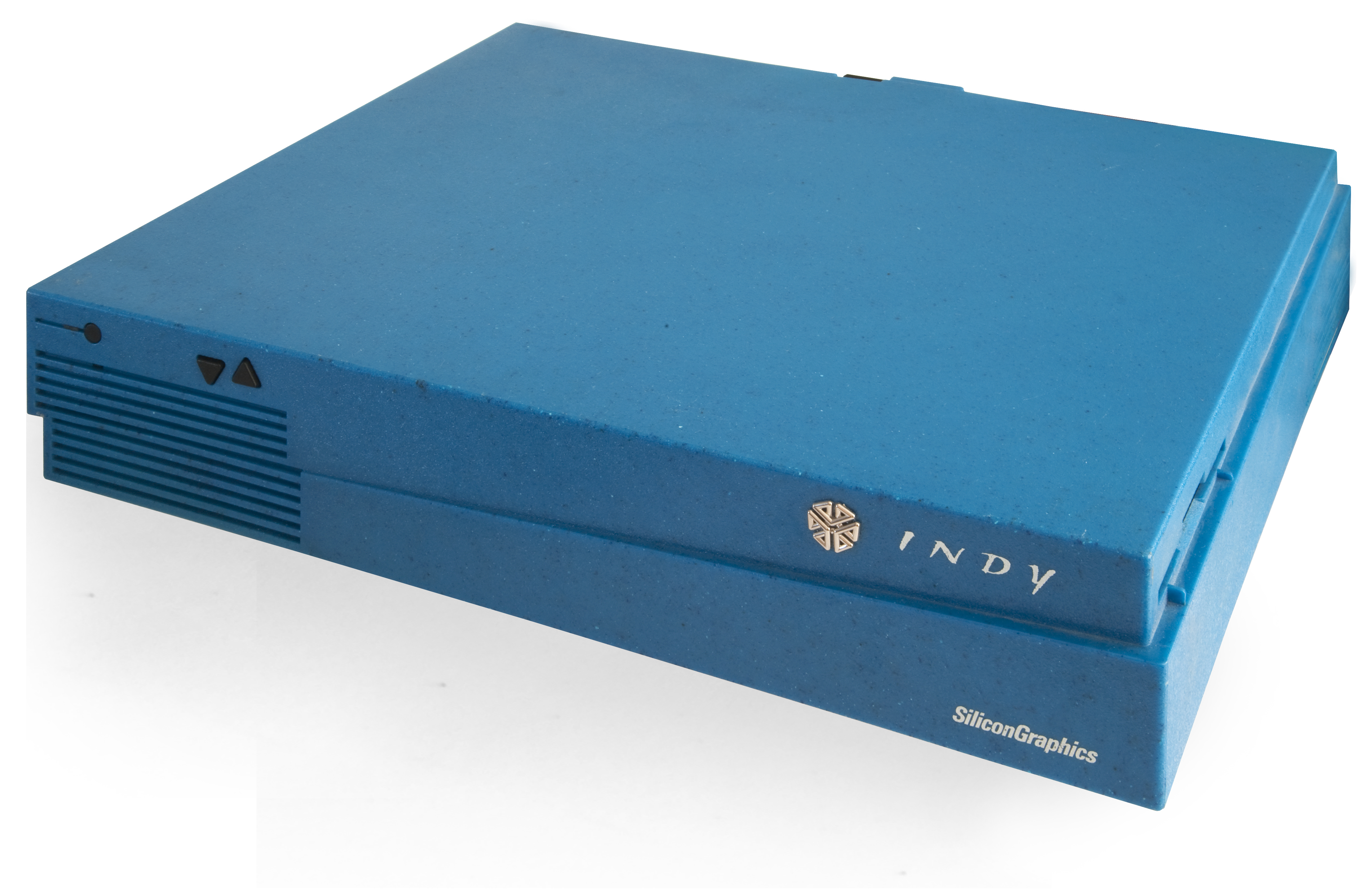
Un SGI Indy "pizza box"

La configuració habitual d'un sistema de "pizza box" consisteix en tenir el monitor col·locat directament a la part superior de la caixa, que serveix de podi per elevar el monitor més cap al nivell dels ulls de l'usuari, i tenir altres perifèrics col·locats davant i al costat de la caixa. De vegades un "pizza box" es pot col·locar al costat en una orientació semblant a una torre.
La densitat de potència de càlcul i la capacitat d'apilament dels sistemes de "pizza box" també els fa atractius per al seu ús en centres de dades. Els sistemes dissenyats originalment per a l'ús d'escriptori es van col·locar en prestatgeries dins de bastidors de 19 polzades, de vegades requerien que es tallessin part dels seus estoigs per tal que encaixin. Els servidors d'aquest factor de forma, així com els commutadors Ethernet de gamma alta, ara estan dissenyats per al muntatge en bastidor. Els ordinadors 1U de muntatge en bastidor tenen tot tipus de configuracions i profunditats.

## Història

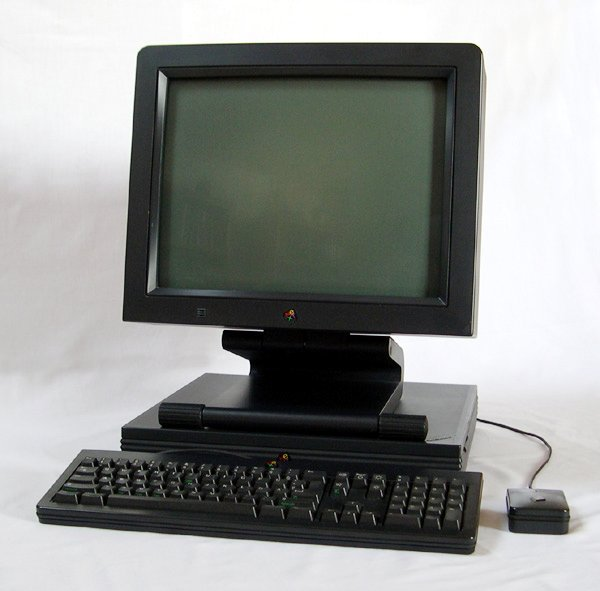
Una estació de treball de NeXTstation amb caixa "pizza box" (2,52 polzades/6,4 cm d'alçada) sota un monitor CRT de 17 polzades/43 cm, 1990

El servidor Aviion Unix de Data General va ser el primer a encunyar l'expressió quan es va anunciar l'any 1991 amb el lema "Who just fit mainframe power in a "pizza box"?", però la majoria d'ordinadors coneguts generalment com a "pizza box" systems eren alts. Sistemes Desktop com les estacions de treball Sun Microsystems venudes a la dècada de 1990, sobretot les SPARCstation 1 i SPARCstation 5 . Altres exemples notables s'han trobat entre els ordinadors d'escriptori amb més rendiment de les seves generacions, com ara el SGI Indy, el NeXTstation i l' Amiga 1000, però el factor de forma també es va veure en línies de pressupost i de gamma baixa com la família Macintosh LC.
L'estació SPARC original 1 disseny incloïa una tecnologia de bus d'expansió, SBus, dissenyada expressament per al factor de forma; Les targetes d'expansió eren petites, especialment en comparació amb altres targetes d'expansió que s'utilitzaven en aquell moment, com ara VMEbus, i es muntaven horitzontalment en lloc de verticalment. Els ordinadors compatibles amb PC en aquest tipus de casos solen utilitzar el bus d'expansió PCI i solen ser a) limitat a una o dues targetes d'expansió col·locades horitzontalment o b) requereixen targetes d'expansió especials de perfil baix, més curtes que la PCI targetes que fan servir els ordinadors habituals.
Des de finals de la dècada de 1990, les "pizza box" han estat un factor de forma habitual en els cubicles d'oficines, centres de dades o aplicacions industrials, on l'espai d'escriptori, l'espai del bastidor i la densitat són crítics. El factor de forma "pizza box" per a sistemes personals petits i sistemes client es manté en ús fins al segle xxi, tot i que cada cop està sent substituït per ordinadors portàtils, netops o dissenys de PC All-in-One que incrusten l'ordinador ja de mida reduïda al teclat o al monitor de pantalla.